# Unik
 (juin 2019).
Si vous disposez d'ouvrages ou d'articles de référence ou si vous connaissez des sites web de qualité traitant du thème abordé ici, merci de compléter l'article en donnant les références utiles à sa vérifiabilité et en les liant à la section « Notes et références ».
Unik était une marque commerciale[Quand ?] exploitée par Orange, filiale du groupe France Télécom. L'offre était concurrente de Twin, proposée par Neuf Cegetel. Ce produit n'existe plus dans les offres Orange depuis fin 2012 ; Unik était précurseur des offres de convergence fixe mobile et a été remplacée par l'utilisation de femtocells ou par l'utilisation de smartphones dotés à la fois d'un accès Wi-Fi et d'un accès aux réseaux mobiles 3G ou LTE.

## Principe
L'offre Unik était une offre convergente Wi-Fi-GSM qui permettait à un téléphone Unik de pouvoir être à la fois un téléphone mobile, au moyen du forfait mobile Orange et un téléphone fixe, au moyen de la Livebox et des hotspots Orange.

## Fonctionnement
Lorsque le téléphone Unik est à la portée d'une Livebox ou d'un hotspot Wi-Fi, il se comporte comme un téléphone fixe sans fil et utilise la grille tarifaire Orange: appels illimités vers les fixes en France métropolitaines. Via différentes options, on peut également appeler gratuitement vers les numéros Orange et à l'international. Lorsque le téléphone Unik n'est pas à la portée d'une Livebox, il se comporte comme un téléphone mobile classique en utilisant le forfait mobile Orange de l'abonné.
Une communication commencée dans une zone couverte par Unik reste gratuite en dehors de la zone, et cela sans coupure lors de la transition du réseau. Une communication commencée en dehors d'une zone couverte par l'offre Unik est décomptée du forfait jusqu'à ce que le client soit présent dans une zone Unik. La communication devient gratuite à partir de ce moment.

## Facturation
Lorsque le téléphone Unik est à la portée d'une Livebox ou d'un hotspot orange, il utilise la grille tarifaire de cette dernière. Lorsque le téléphone mobile n'est pas à la portée d'une Livebox, il utilise le réseau GSM Orange et les communications sont donc décomptées du forfait habituel.

## Prérequis
Pour pouvoir bénéficier d'une offre Unik, le client devait posséder un forfait mobile chez Orange (les MVNO n'étaient pas éligibles à Unik) et d'un forfait internet Orange incluant la location ou l'achat de la box ADSL Livebox. Sans ce modem, le client n'était pas éligible. On constate alors qu'Unik était avant tout destiné aux clients ADSL et mobile d'Orange et leur permettait une convergence GSM-Wi-Fi (fixe-mobile).